# Église Saint-Michel de La Bastide
Pour les articles homonymes, voir église Saint-Michel.
L'église Saint-Michel de La Bastide est une église romane située à La Bastide, dans le département français des Pyrénées-Orientales.